# Volksspel

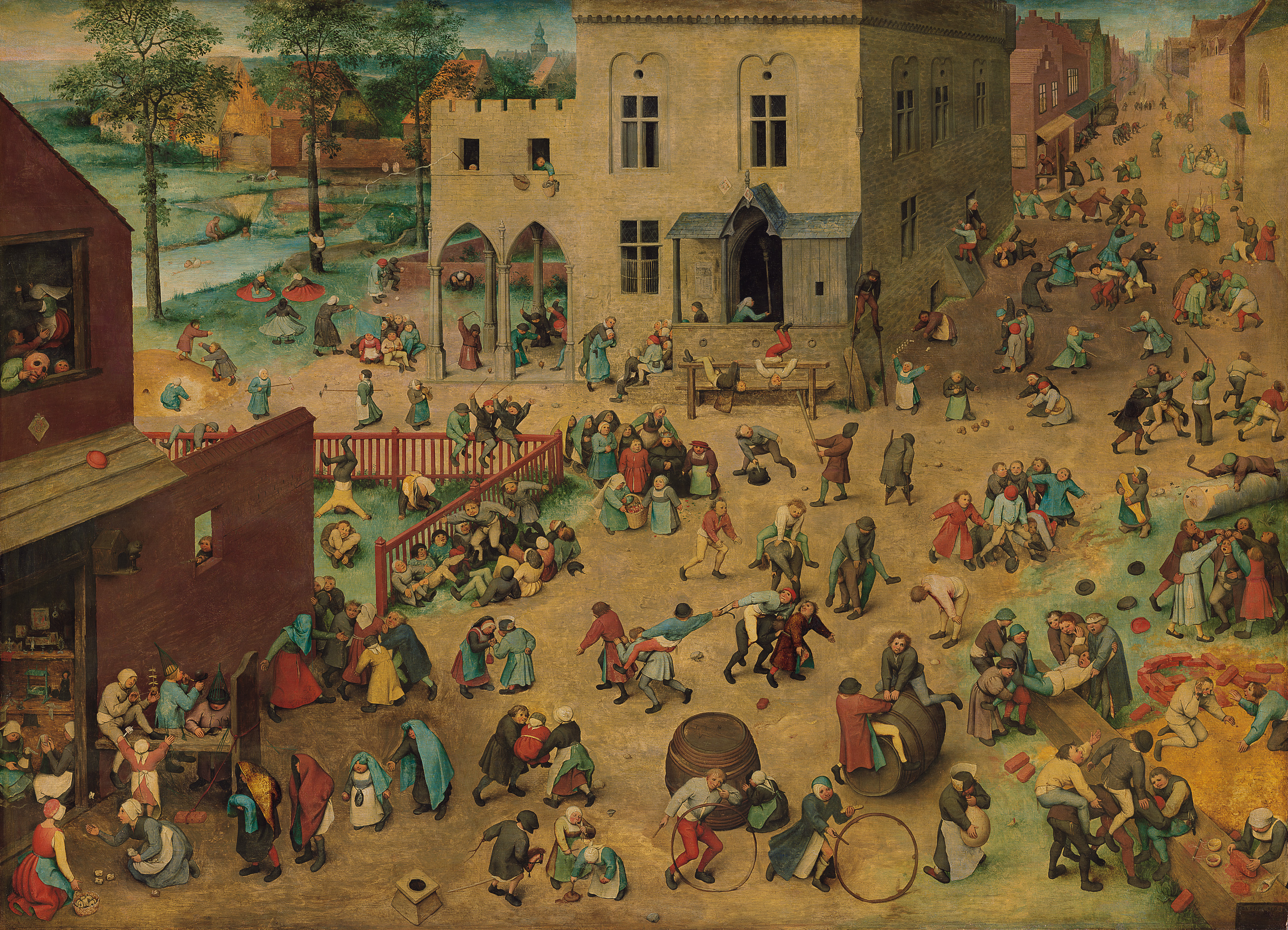
Kinderspelen, van Pieter Bruegel

Een volksspel is een traditioneel spel dat vroeger meer gespeeld werd. Tegenwoordig zijn sommige spelen vervangen door moderne versies: kegelen werd vervangen door bowling. 

## Voorbeelden
- Bakschieten
- Gaaibollen
- Hoefijzerwerpen
- Kegelen
- Klootschieten
- Krulbollen
- Petanque
- Sjoelen